# Ezlynn Deraniyagala
Ezlynn Deraniyagala (1908 – 1973) est une avocate sri-lankaise et féministe. Elle fut la présidente de la Conférence des femmes de Ceylan et de l'Alliance internationale des femmes de 1958 à 1964,.